# Conique du triangle
En géométrie euclidienne, une conique du triangle est une conique dans le plan du triangle de référence et qui lui est associée d'une manière ou d'une autre. Par exemple, le cercle circonscrit et le cercle inscrit au triangle de référence sont des coniques du triangle. D'autres exemples sont l'ellipse de Steiner, qui est une ellipse passant par les sommets et ayant son centre au centre de gravité du triangle de référence ; l'hyperbole de Kiepert qui est une conique passant par les sommets, le centre de gravité et l' orthocentre du triangle de référence ; et les paraboles d'Artzt, qui sont des paraboles touchant deux côtés étendus du triangle de référence aux sommets du triangle.
La terminologie de conique du triangle est largement utilisée dans la littérature mais sans définition formelle ; c'est-à-dire sans formuler précisément les relations qu'une conique devrait avoir avec le triangle de référence afin de la qualifier de triangle conique,,,. Cependant, le mathématicien grec Paris Pamfilos définit une conique du triangle comme une « conique circonscrivant un triangle △ABC (c'est-à-dire passant par ses sommets) ou inscrite dans un triangle (c'est-à-dire tangente à ses côtés, éventuellement étendus),.» La terminologie de cercle du triangle (respectivement ellipse, hyperbole, parabole) est utilisée pour désigner un cercle (respectivement ellipse, hyperbole, parabole) associé au triangle de référence d'une certaine façon.
Même si plusieurs coniques du triangle ont été étudiées individuellement, il n'existe pas d'encyclopédie complète ni de catalogue de coniques du triangle similaire à l'Encyclopédie des centres triangulaires de Clark Kimberling ou au Catalogue of Triangle Cubics de Bernard Gibert.

## Équations de coniques du triangle en coordonnées trilinéaires
L'équation d'une conique du triangle générale en coordonnées trilinéaires x : y : z a la forme{\displaystyle rx^{2}+sy^{2}+tz^{2}+2uyz+2vzx+2wxy=0.}
Les équations des coniques circonscrites et inscrites au triangle ont respectivement les formes{\displaystyle {\begin{aligned}&uyz+vzx+wxy=0\\[2pt]&l^{2}x^{2}+m^{2}y^{2}+n^{2}z^{2}-2mnyz-2nlzx-2lmxy=0\end{aligned}}}

## Coniques du triangle spéciales
Dans ce qui suit, quelques coniques du triangle spéciales typiques sont présentées. Dans les descriptions, les notations standards sont utilisées : le triangle de référence est toujours noté △ABC. Les angles aux sommets A, B, C sont notés A, B, C et les longueurs des côtés opposés aux sommets A, B, C sont respectivement a, b, c. Les équations des coniques sont données à partir des coordonnées trilinéaires x : y : z . Les coniques sont sélectionnées pour illustrer les différentes manières dont une conique pourrait être associée à un triangle.

### Cercles du triangle
| Name                                                                               | Definition | Equation | Figure |
| ---------------------------------------------------------------------------------- | --- | --- | ------ |
| Cercle circonscrit                                                                 | Cercle passant par les sommets du triangle                                                                                       | {\displaystyle {\frac {a}{x}}+{\frac {b}{y}}+{\frac {c}{z}}=0} |        |
| Cercle inscrit                                                                     | Cercle tangent aux côtés du triangle et à l'intérieur du triangle                                                                | {\displaystyle \pm {\sqrt {x}}\cos {\frac {A}{2}}\pm {\sqrt {y}}\cos {\frac {B}{2}}\pm {\sqrt {z}}\cos {\frac {C}{2}}=0} |        |
| Cercles exinscrits                                                                 | Cercles tangents aux côtés du triangle et à l'extérieur du triangle                                                              | {\displaystyle {\begin{aligned}\pm {\sqrt {-x}}\cos {\frac {A}{2}}\pm {\sqrt {y}}\cos {\frac {B}{2}}\pm {\sqrt {z}}\cos {\frac {C}{2}}&=0\\[2pt]\pm {\sqrt {x}}\cos {\frac {A}{2}}\pm {\sqrt {-y}}\cos {\frac {B}{2}}\pm {\sqrt {z}}\cos {\frac {C}{2}}&=0\\[2pt]\pm {\sqrt {x}}\cos {\frac {A}{2}}\pm {\sqrt {y}}\cos {\frac {B}{2}}\pm {\sqrt {-z}}\cos {\frac {C}{2}}&=0\end{aligned}}} |        |
| Cercle d'Euler (ou cercle de Feuerbach, cercle des neuf points, cercle de Terquem) | Cercle passant par les milieux des côtés, les pieds des hauteurs et les milieux des segments reliant les sommets à l'orthocentre | {\displaystyle {\begin{aligned}&x^{2}\sin 2A+y^{2}\sin 2B+z^{2}\sin 2C\ -\\&2(yz\sin A+zx\sin B+xy\sin C)=0\end{aligned}}} |        |
| Cercle de Lemoine                                                                  | Cercle passant par les intersections des côtés avec les droites parallèles à un côté passant par le point de Lemoine K.          | |        |

### Ellipses du triangle
| Nom                         | Définition                                                                                | Équation                                                                                               | Figure |
| --------------------------- | ----------------------------------------------------------------------------------------- | --- | ------ |
| Ellipse de Steiner          | Conique passant par les sommets de △ABC et ayant pour centre le centre de gravité de △ABC | {\displaystyle {\frac {1}{ax}}+{\frac {1}{by}}+{\frac {1}{cz}}=0}                                      |        |
| Ellipse inscrite de Steiner | Ellipse intérieure tangente aux milieux des côtés                                         | {\displaystyle {\begin{aligned}&a^{2}x^{2}+b^{2}y^{2}+c^{2}z^{2}-\\&2bcyz-2cazx-2abxy=0\end{aligned}}} |        |

### Hyperboles du triangle
| Nom                  | Définition | Équation | Figure |
| -------------------- | --- | --- | ------ |
| Hyperbole de Kiepert | Si les trois triangles △XBC, △YCA, △ZAB, construits sur les côtés de △ABC comme bases, sont semblables, isocèles et situés de manière similaire, alors les droites (AX), (BY), (CZ) concourent en un point N. Le lieu des points N est l'hyperbole de Kiepert. | {\displaystyle {\frac {\sin(B-C)}{x}}+{\frac {\sin(C-A)}{y}}+{\frac {\sin(A-B)}{z}}=0}                                                                   |        |
| Hyperbole de Jerabek | La conique qui passe par les sommets, l'orthocentre et le centre circonscrit du triangle de référence est connue sous le nom d'hyperbole de Jerabek. C'est toujours une hyperbole équilatère.                                                                  | {\displaystyle {\begin{aligned}&{\frac {a(\sin 2B-\sin 2C)}{x}}+{\frac {b(\sin 2C-\sin 2A)}{y}}\\[2pt]&+{\frac {c(\sin 2A-\sin 2B)}{z}}=0\end{aligned}}} |        |

### Paraboles du triangle
| Nom                 | Définition | Équation | Figure |
| ------------------- | --- | --- | ------ |
| Paraboles d'Artzt   | Une parabole tangente en deux sommets B, C aux côtés AB, AC et au milieu du côté du triangle médian parallèle à BC, et deux autres paraboles similaires.                                  | {\displaystyle {\begin{aligned}{\frac {x^{2}}{a^{2}}}-{\frac {4yz}{bc}}&=0\\[2pt]{\frac {y^{2}}{b^{2}}}-{\frac {4zx}{ca}}&=0\\[2pt]{\frac {z^{2}}{c^{2}}}-{\frac {4xy}{ab}}&=0\end{aligned}}} |        |
| Parabole de Kiepert | Soit trois triangles isocèles similaires △A'BC, △AB'C, △ABC' sur les côtés de △ABC. Alors l' enveloppe de l' axe de perspective des triangles △ABC et △A'B'C' est la parabole de Kiepert. | {\displaystyle {\begin{aligned}&f^{2}x^{2}+g^{2}y^{2}+h^{2}z^{2}-\\[2pt]&2fgxy-2ghyz-2hfzx=0,\\[8pt]&{\textrm {avec}}f=b^{2}-c^{2},\\&g=c^{2}-a^{2},\ h=a^{2}-b^{2}.\end{aligned}}}           |        |

## Familles de coniques du triangle

### Ellipses de Hofstadter

Famille des coniques de Hofstadter de

Une ellipse de Hofstadter  fait partie d'une famille d'ellipses à un paramètre dans le plan de △ABC défini par l'équation suivante en coordonnées trilinéaires :{\displaystyle x^{2}+y^{2}+z^{2}+yz\left[D(t)+{\frac {1}{D(t)}}\right]+zx\left[E(t)+{\frac {1}{E(t)}}\right]+xy\left[F(t)+{\frac {1}{F(t)}}\right]=0}où t est un paramètre et{\displaystyle {\begin{aligned}D(t)&=\cos A-\sin A\cot tA\\E(t)&=\cos B-\sin B\cot tB\\F(t)&=\sin C-\cos C\cot tC\end{aligned}}}Les ellipses correspondant à t et 1 − t sont identiques. Quand t = 1/2 on a l'ellipse{\displaystyle x^{2}+y^{2}+z^{2}-2yz-2zx-2xy=0}et quand t → 0 on a l'ellipse circonscrite{\displaystyle {\frac {a}{Ax}}+{\frac {b}{By}}+{\frac {c}{Cz}}=0.}

### Coniques de Thomson et Darboux
La famille des coniques de Thomson comprend les coniques inscrites dans le triangle de référence △ABC ayant la propriété que les normales aux points de contact avec les côtés sont concurrentes. La famille des coniques de Darboux contient comme membres les coniques circonscrites à △ABC telles que les normales aux sommets de △ABC sont concourantes. Dans les deux cas, les points de concurrence se situent sur la cubique de Darboux,.

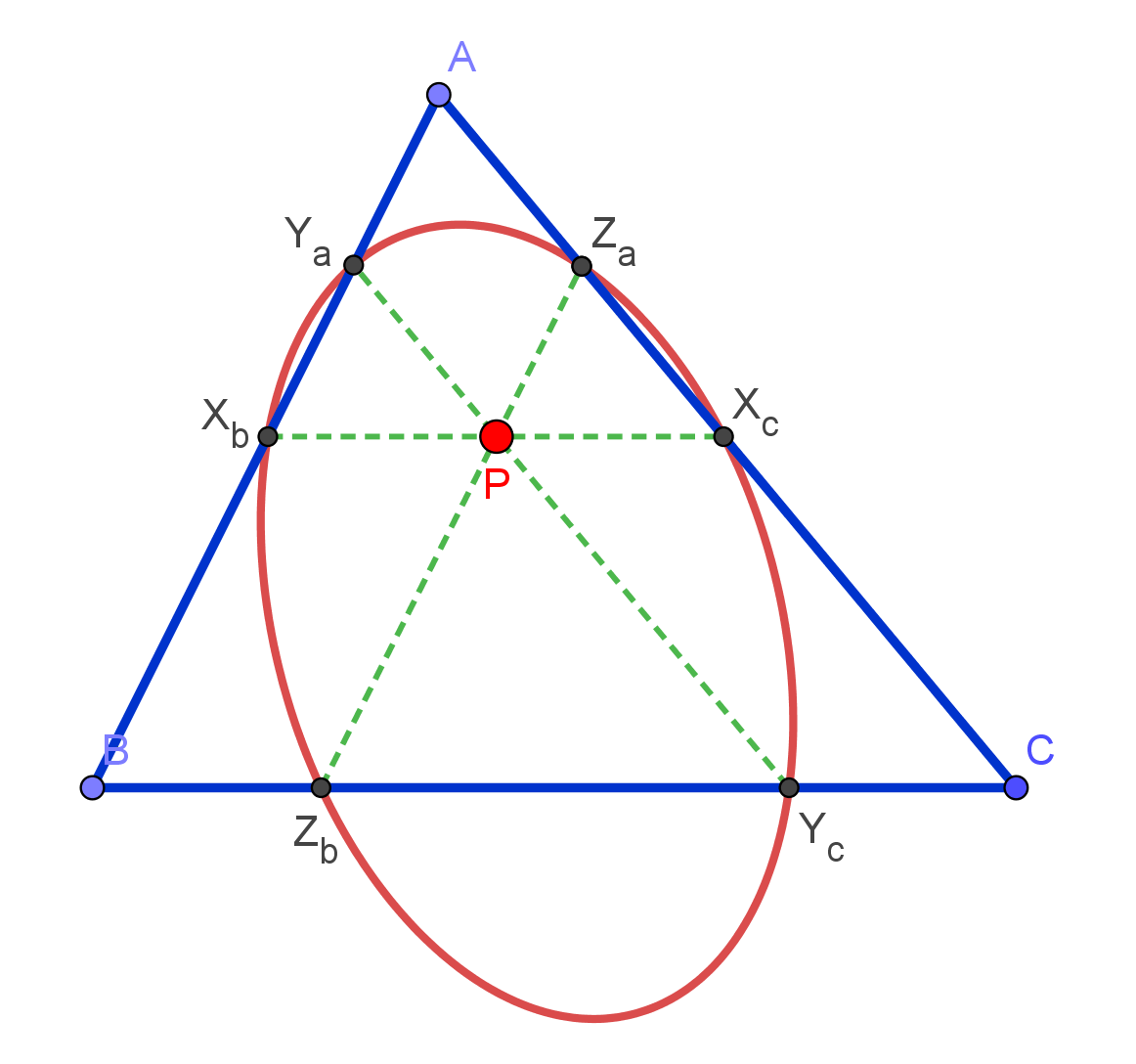
Conique associée aux interceptions parallèles

### Coniques associées aux interceptions parallèles
Étant donné un point arbitraire dans le plan du triangle de référence △ABC, si des lignes sont tracées passant par P parallèlement aux lignes latérales BC, CA, AB coupant les autres côtés en Xb, Xc, Yc, Ya, Za, Zb alors ces six points d'intersection se trouvent sur une conique. Si P est choisi comme le point de Lemoine, la conique résultante est un cercle appelé cercle de Lemoine. Si les coordonnées trilinéaires de P sont u : v : w l'équation de la conique à six points est {\displaystyle -(u+v+w)^{2}(bcuyz+cavzx+abwxy)+(ax+by+cz)(vw(v+w)ax+wu(w+u)by+uv(u+v)cz)=0}

### Coniques d'Yff

Coniques d'Yff

Les membres de la famille des coniques à un paramètre définie par l'équation{\displaystyle x^{2}+y^{2}+z^{2}-2\lambda (yz+zx+xy)=0,}où {\displaystyle \lambda } est un paramètre, sont les coniques d'Yff associées au triangle de référence △ABC. À chaque point P(u : v : w) est associé un membre de la famille P(u : v : w) dans le plan en posant{\displaystyle \lambda ={\frac {u^{2}+v^{2}+w^{2}}{2(vw+wu+uv)}}.}La conique d'Yff est une parabole si{\displaystyle \lambda ={\frac {a^{2}+b^{2}+c^{2}}{a^{2}+b^{2}+c^{2}-2(bc+ca+ab)}}=\lambda _{0}}C'est une ellipse si {\displaystyle \lambda <\lambda _{0}} et {\displaystyle \lambda _{0}>{\frac {1}{2}}} et c'est une hyperbole si {\displaystyle \lambda _{0}<\lambda <-1} . Pour {\displaystyle -1<\lambda <{\frac {1}{2}}}, les coniques sont imaginaires.

### Coniques de Rabinowitz

Conique de Rabinowitz

La famille des coniques de Rabinowitz sont liées à un point P du plan du triangle de référence △ABC. Pour la construire, on construit le point D à l'extérieur du triangle tel que BD = BP et (BD) // (AP), puis de façon similaire les points E, F, G, H et I. Ces points sont tous sur une même conique.

## Voir également
- Centre du triangle
- Droite centrale
- Coniques circonscrites et inscrites à un triangle
- Cubique du triangle
- Géométrie moderne du triangle